# Torquigener
Genre
Torquigener est un genre de poissons de l'ordre des tetraodontiformes.

## Description et caractéristiques
Ce sont de petits poissons-ballons tropicaux, dont on trouve des espèces essentiellement dans le Pacifique ouest (Australie, Indonésie) mais aussi dans l'océan Indien.
Ces poissons sont célèbres par leur parade nuptiale spectaculaire (notamment Torquigener albomaculosus) : les mâles construisent une structure en relief dans le sable dont le diamètre peut dépasser 2 m, et dont l'esthétique évoque les crop circles. Le nom du genre est une référence à cette pratique : torquis signifie « collier » en grec.

## Liste des espèces
Selon World Register of Marine Species (5 novembre 2015) :

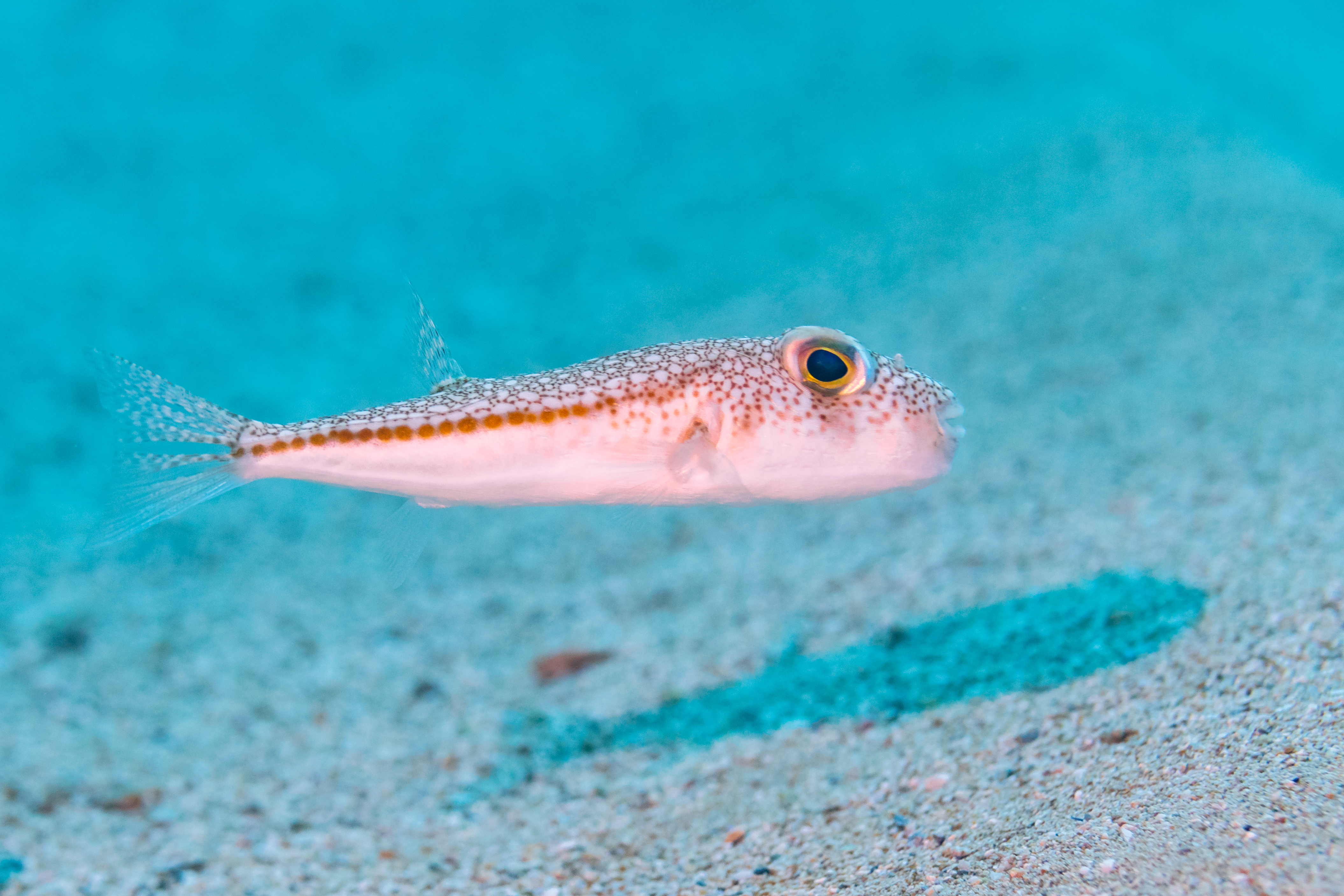
Torquigener flavimaculosus, d'environ 6 centimètres de long, au large de Paphos (ville) à Chypre. Décembre 2021. Cette espèce est invasive en Méditerranée.

- Torquigener albomaculosus Matsuura, 2014
- Torquigener altipinnis (Ogilby, 1891) -- Australie orientale
- Torquigener andersonae Hardy, 1983 -- Pacifique sud-ouest
- Torquigener balteus Hardy, 1989
- Torquigener brevipinnis (Regan, 1903) -- Pacifique ouest
- Torquigener flavimaculosus Hardy & Randall, 1983 -- Océan Indien occidental (Mer Rouge à Madagascar)
- Torquigener florealis (Cope, 1871) -- Hawaii
- Torquigener gloerfelti Hardy, 1984 -- Pacifique ouest
- Torquigener hicksi Hardy, 1983 -- Australie (connu seulement par l'holotype)
- Torquigener hypselogeneion (Bleeker, 1852) -- Indo-Pacifique tropical
- Torquigener marleyi (Fowler, 1929) -- Afrique du Sud
- Torquigener pallimaculatus Hardy, 1983 -- Australie septentrionale
- Torquigener parcuspinus Hardy, 1983 -- Australie tropicale et Indonésie
- Torquigener paxtoni Hardy, 1983 -- Australie occidentale
- Torquigener perlevis (Ogilby, 1908) -- Australie orientale
- Torquigener pleurogramma (Regan, 1903) -- Australie tropicale
- Torquigener randalli Hardy, 1983 -- Hawaii
- Torquigener squamicauda (Ogilby, 1910) -- Australie orientale
- Torquigener tuberculiferus (Ogilby, 1912) -- Australie, Indonésie, Nouvelle-Calédonie
- Torquigener vicinus Whitley, 1930 -- Australie occidentale
- Torquigener whitleyi (Paradice, 1927) -- Australie tropicale et Indonésie

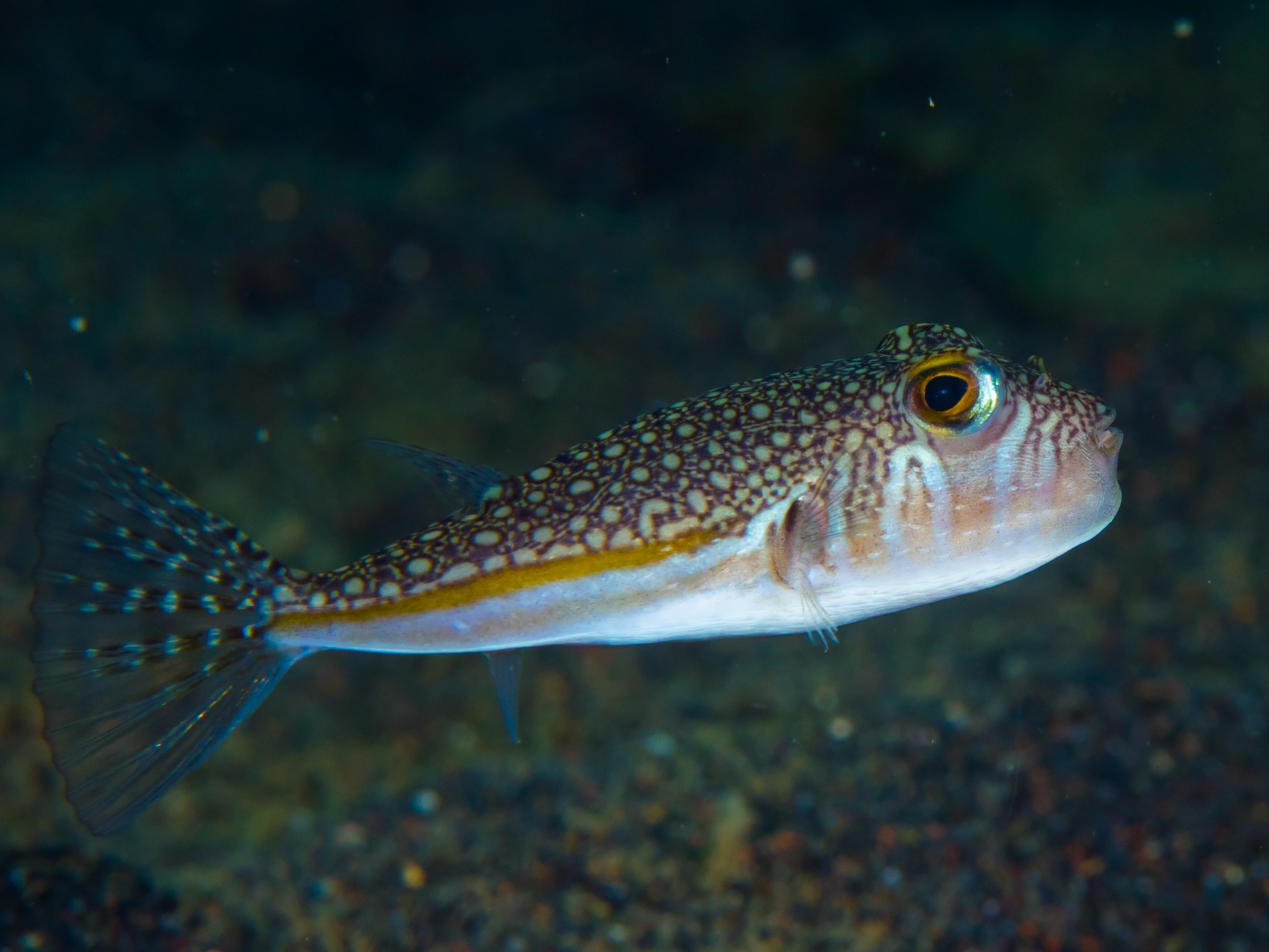
Torquigener brevipinnis
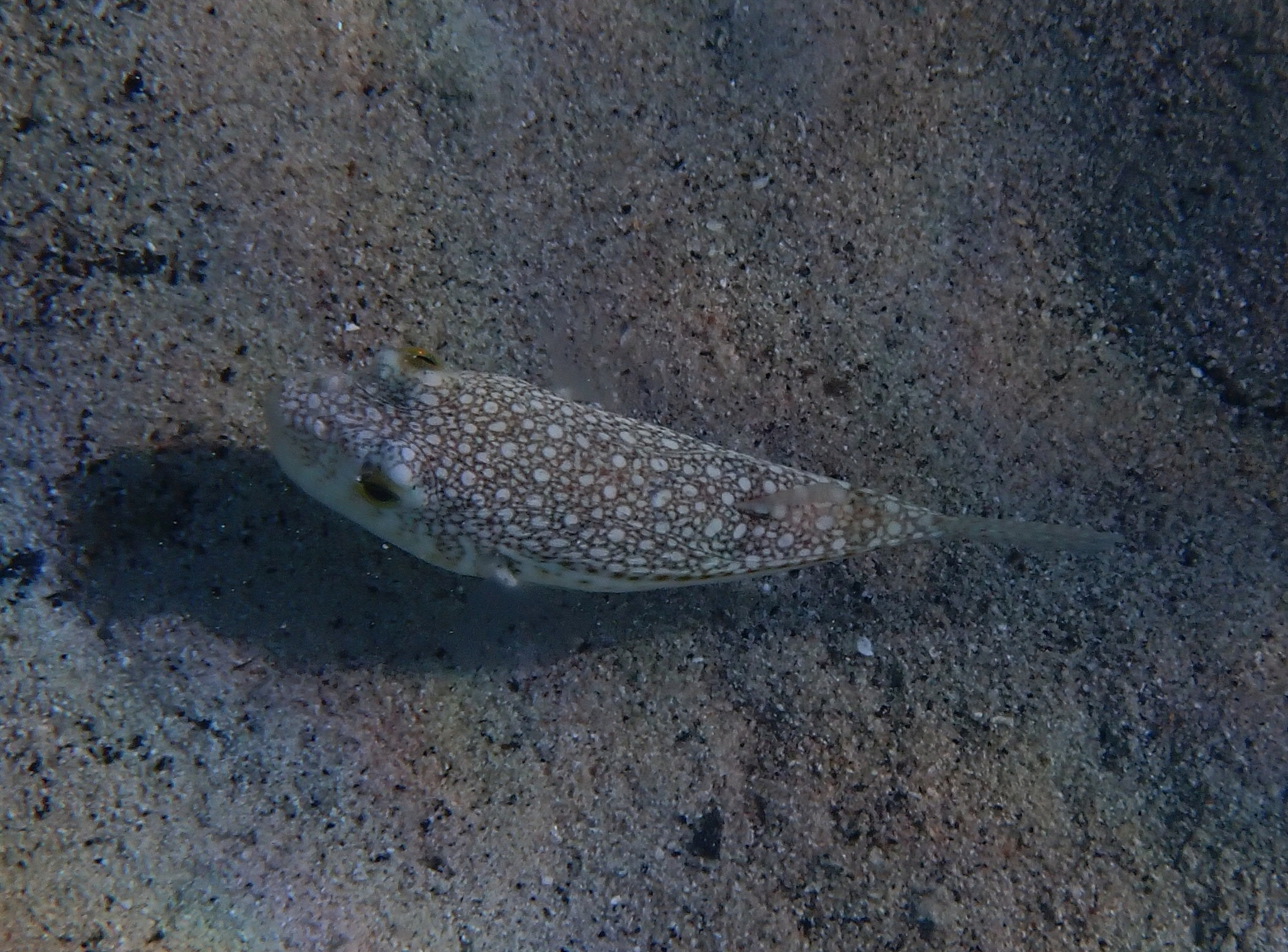
Torquigener flavimaculosus
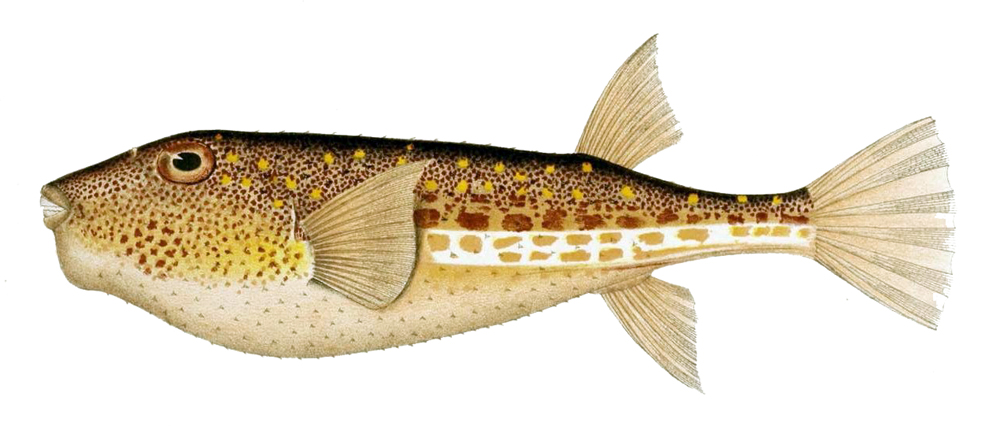
Torquigener hypselogeneion
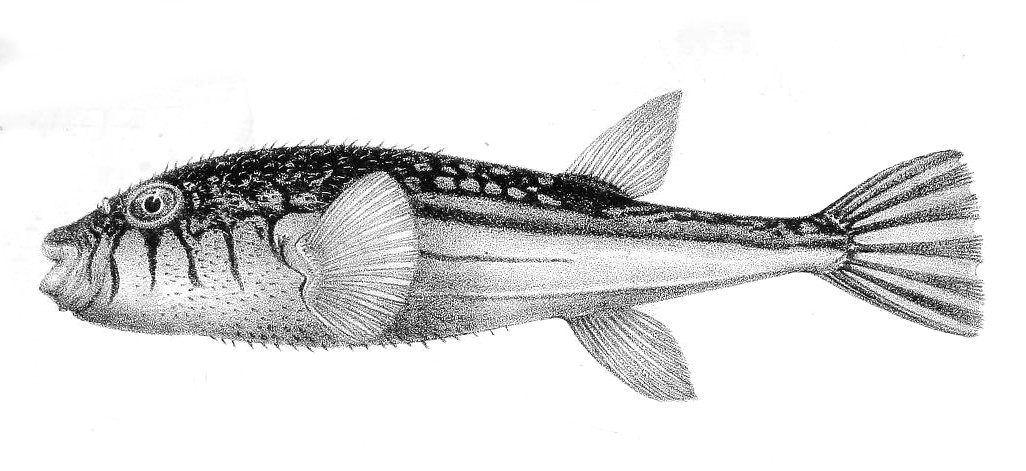
Torquigener pleurogramma
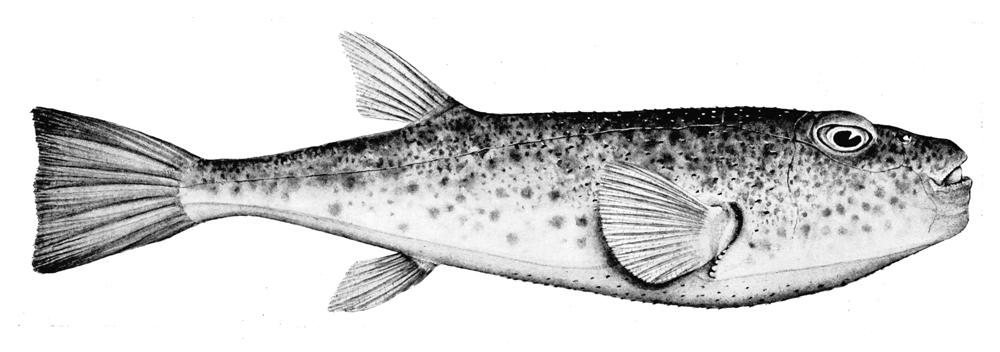
Torquigener tuberculiferus
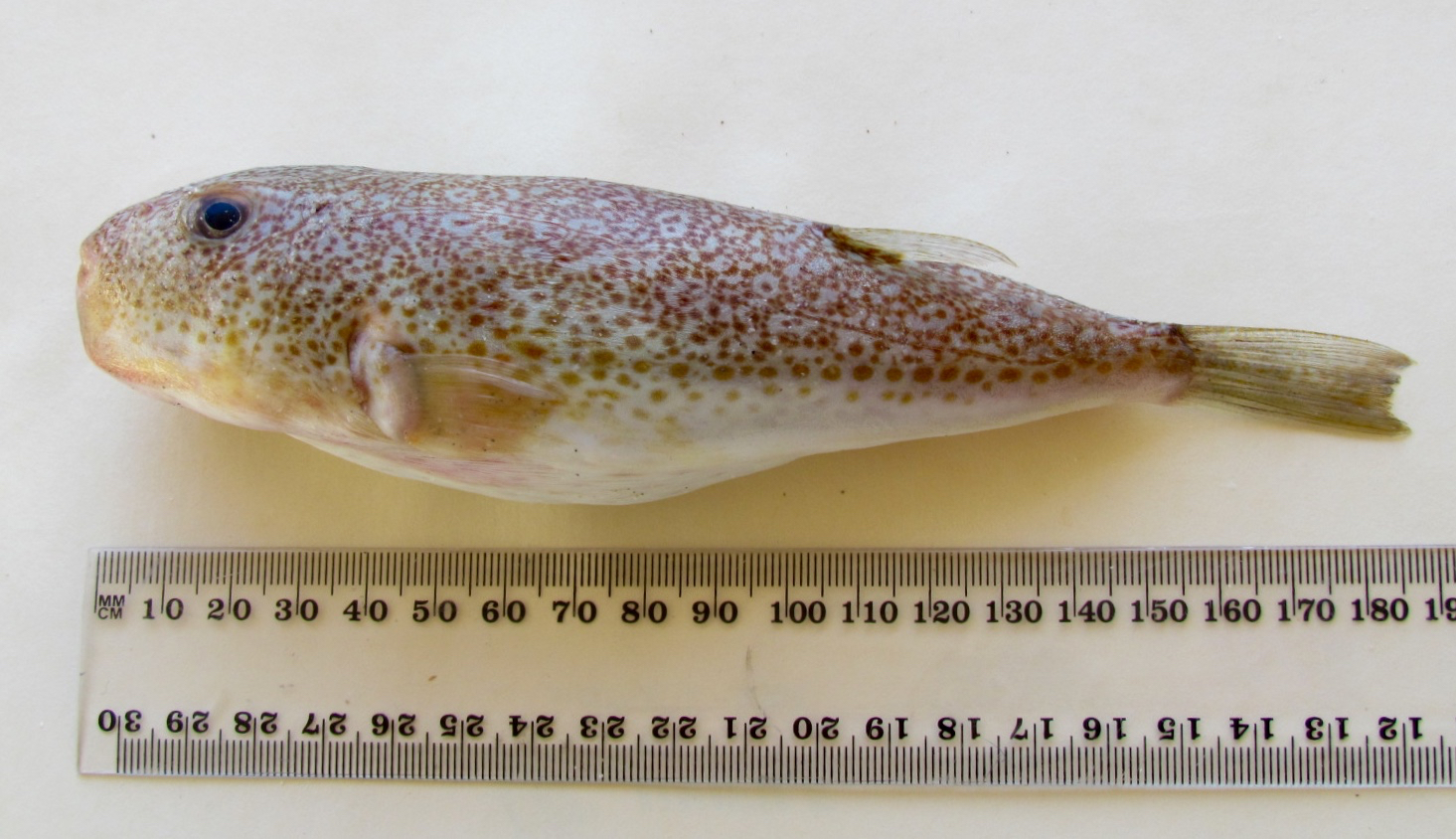
Torquigener vicinus